# Frespech
Frespech település Franciaországban, Lot-et-Garonne megyében. Lakosainak száma 283 fő (2022. január 1.). Frespech Cauzac, Auradou, Blaymont, Cassignas, Hautefage-la-Tour, Massels és Massoulès községekkel határos.

## Népesség
A település népességének változása:
| Lakosok száma | 194  | 268  | 267  | 287  | 305  | 314  | 293  | 282  | 283  | 283  |
|               | 1968 | 1982 | 1990 | 2006 | 2013 | 2015 | 2017 | 2019 | 2020 | 2022 |